# Olympische Sommerspiele 1968/Teilnehmer (Island)
| Gelbes Symbol für Goldmedaillen mit stilisierten Olympischen Ringen | Graues Symbol für Silbermedaillen mit stilisierten Olympischen Ringen | Braundes Symbol für Bronzemedaillen mit stilisierten Olympischen Ringen |
| ------------------------------------------------------------------- | --------------------------------------------------------------------- | ----------------------------------------------------------------------- |
| —                                                                   | —                                                                     | —                                                                       |

Island nahm an den Olympischen Sommerspielen 1968 in Mexiko-Stadt mit einer Delegation von acht Sportlern (sechs Männer und zwei Frauen) in 15 Wettkämpfen in drei Sportarten teil. Ein Medaillengewinn gelang keinem der Sportler. Fahnenträger bei der Eröffnungsfeier war der Leichtathlet Guðmundur Hermannsson.

## Teilnehmer nach Sportarten

### Gewichtheben
- Óskar Sigurpálsson
Mittelschwergewicht: disqualifiziert

### Leichtathletik
Männer
- Jón Ólafsson
Hochsprung: in der Qualifikation ausgeschieden

- Guðmundur Hermannsson
Kugelstoßen: in der Qualifikation ausgeschieden

- Valbjörn Þorláksson
Zehnkampf: Wettkampf nicht beendet

### Schwimmen
Männer
- Gudmunður Gíslason
100 m Freistil: Vorläufe
200 m Schmetterling: Vorläufe
200 m Lagen: Vorläufe
400 m Lagen: Vorläufe

- Leiknir Jónsson
100 m Brust: Vorläufe
200 m Brust: Vorläufe

Frauen
- Hrafnhildur Guðmundsdóttir
100 m Freistil: Vorläufe
200 m Freistil: Vorläufe
200 m Lagen: Vorläufe

- Ellen Ingvadóttir
100 m Brust: Vorläufe
200 m Brust: Vorläufe
200 m Lagen: Vorläufe